# Бомбардировка Аугсбурга во время Второй мировой войны

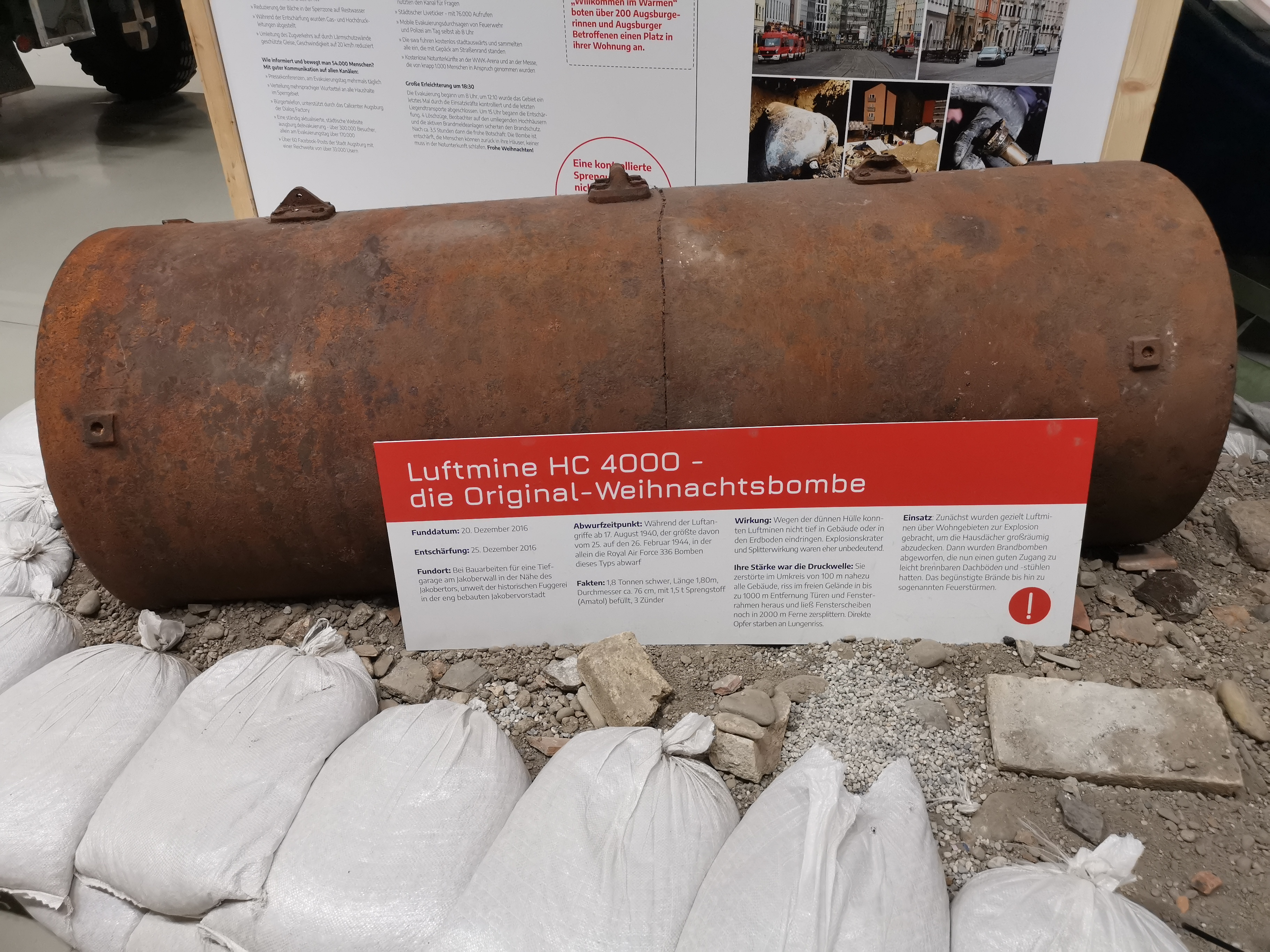
Воздушная мина найдена в Аугсбурге в 2016 году на выставке в Центре развлечений пожарной охраны Аугсбурга

Аугсбург сильно пострадал от воздушных налётов во время Второй мировой войны, особенно потому, что в городе располагались штаб-квартиры важных оборонных компаний (в том числе Messerschmitt AG и MAN). Аугсбург подвергался бомбардировкам более десяти раз и двум крупным воздушным налетам. Основанием для атак послужила "Директива о бомбардировках территорий ", изданная британским министерством авиации 14 февраля 1942 года.

## Атаки
В ходе первой небольшой атаки 17 августа 1940 года Королевские ВВС сбросили шесть бомб.
17 апреля 1942 г.
Воздушный налет 17 апреля 1942 года (операция «Маржа») считается одним из самых дерзких за всю Вторую мировую войну. Пунктом назначения был завод MAN. Авиационное командование Королевских ВВС хотело нанести удар по заводу по производству судовых дизельных двигателей для подводных лодок, а также проверить возможности своих новых бомбардировщиков Avro Lancaster. Атака, осуществлённая неожиданно и именно днем в глубине вражеской территории, также имела целью посеять страх и ужас. Была надежда, что это будет пропагандистским успехом с британской стороны. Аугсбург был выбран потому, что фабричные здания на Лехе были хорошо видны, а противовоздушная оборона города в то время была относительно слабой.
Процесс

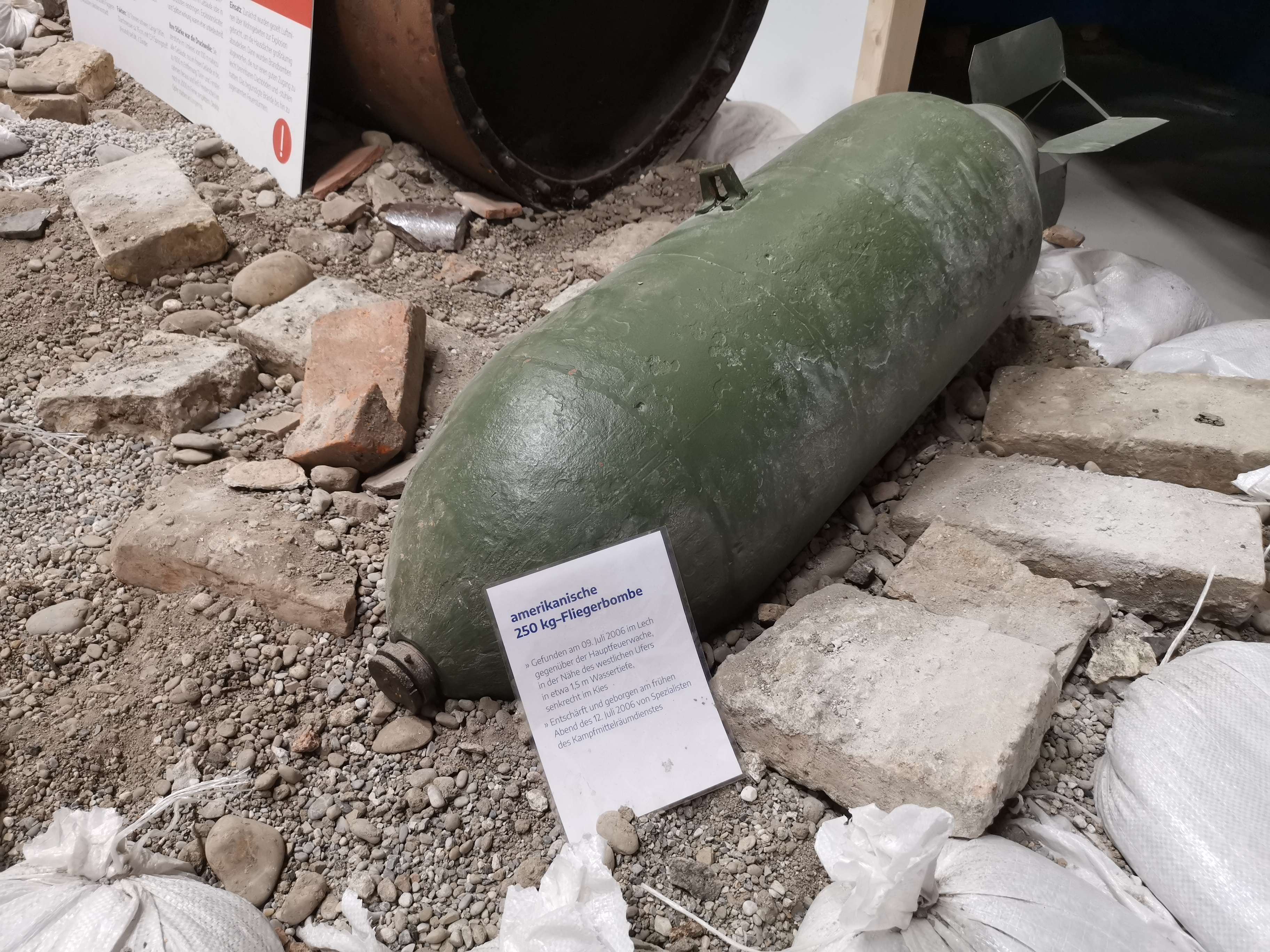
Американская 250-килограммовая фугасная бомба на выставке в Аугсбурге

Подход бомбардировщиков, дислоцированных в Уоддингтоне и Вудхолл-Спа, произошел средь бела дня без сопровождения, сначала над Ла-Маншем на высоте всего 15 метров (50 футов) для того, чтобы пролететь под радаром и нанести атаку немецким войскам. С истребителями было сложнее, чем во Франции. Однако над Францией в районе Санса уже сбили четыре бомбардировщика. Восемь оставшихся самолетов начали фактическую атаку на MAN в 20:00 с высоты двух километров. Они быстро опустились на уровень земли, чтобы избежать зенитного огня. Высота была настолько мала, что при попытке поразить самолёты зенитки целились так низко, что поражали даже дома. Каждый самолёт нёс четыре 450-х килограммовые бомбы. Два «Ланкастера» разбились во время нападения, один вскоре после этого.

## Прямые последствия
Первоначально объявленный успешным, бомбардировка привела к остановке производства двигателей всего на несколько недель. Пять бомб не сработали, и лишь несколько серийных машин были фактически уничтожены. Также случайно пострадали бумажная фабрика Хайндла и механическая хлопкопрядильная и ткацкая фабрика. В результате нападения двенадцать жителей Аугсбурга погибли и более 20 получили ранения. После этого Королевские ВВС не проводили подобную атаку.

## 25/26 Февраль 1944 г

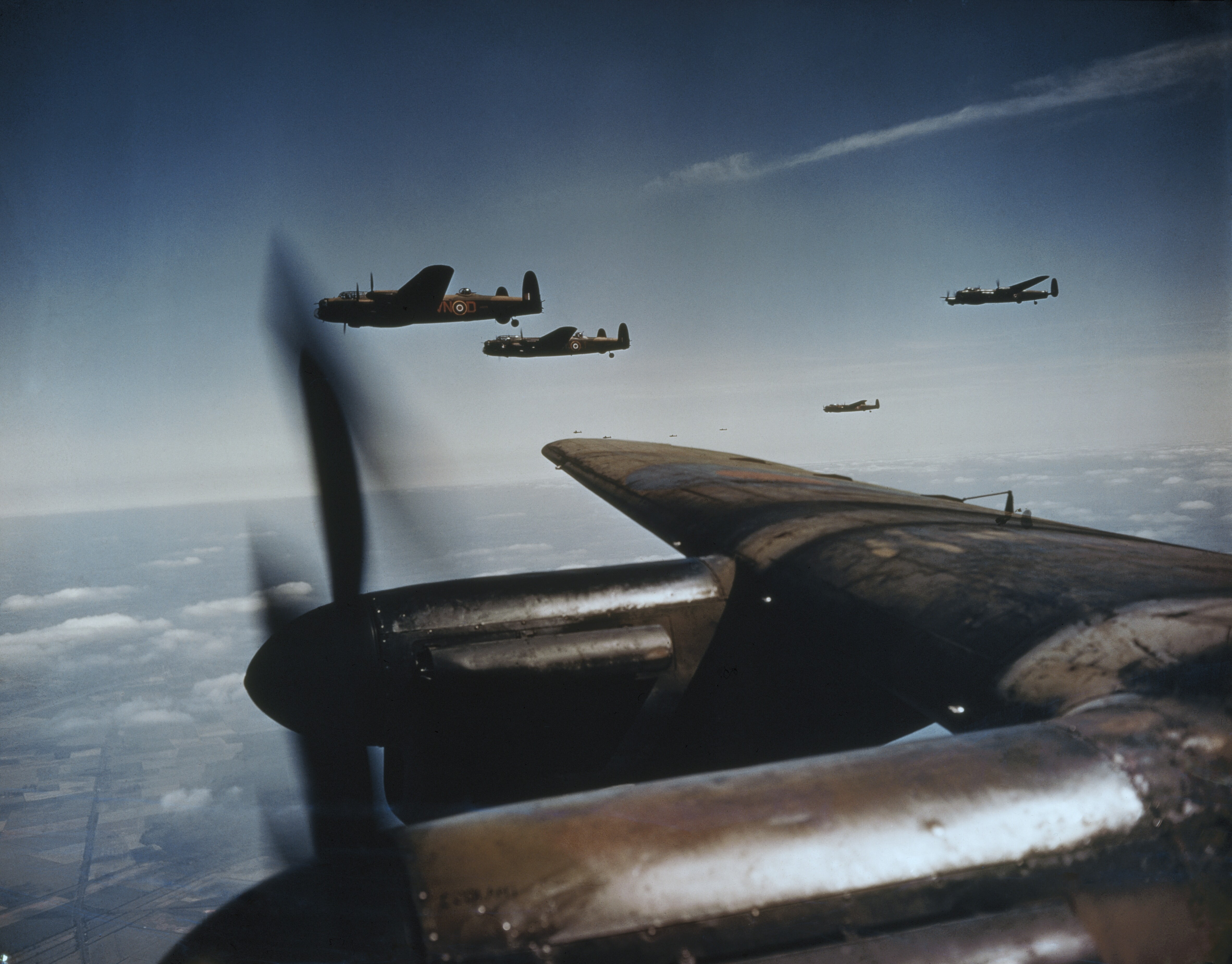
Британские бомбардировщики Avro Lancaster

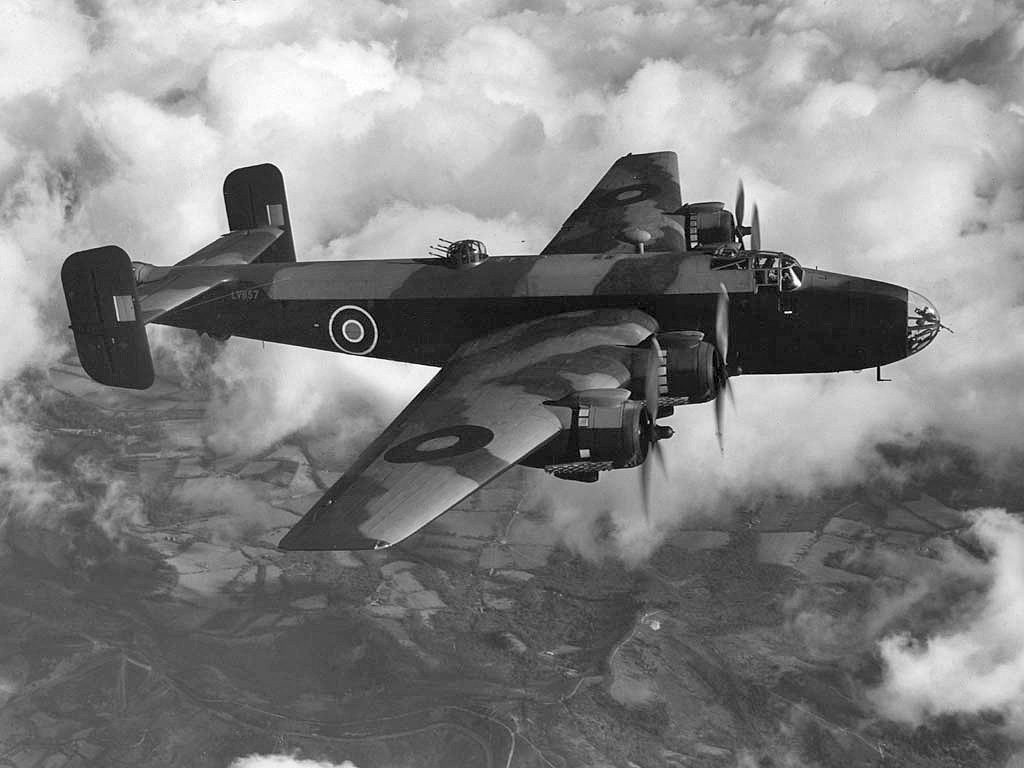
Британские бомбардировщики Handley Page Halifax

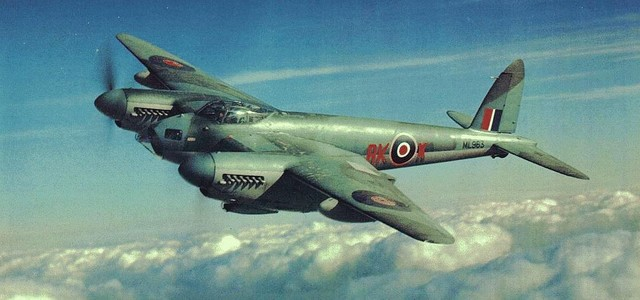
Британский бомбардировщик De Havilland Mosquito

Во время крупнейшего разрушительного бомбардировки в ночь с 25 на 26 февраля 1944 года большая часть центра города Аугсбурга была разрушена. Атака была нацелена на завод Мессершмитта и главный железнодорожный вокзал, железнодорожный узел на юге Германии и, возможно, другие цели.

## Процесс
Атаку на Аугсбург осуществили 594 самолета, 461 «Ланкастер», 123 «Галифакс» и 10 «Москито» . В результате столкновений было сбито 17 самолетов и уничтожено четыре. Сопротивление зенитных орудий было не очень сильным. Хотя атака была признана успешной в военном отношении из-за ее неожиданной точности, последствия атаки той ясной ночью для гражданского населения и исторического центра города были разрушительными. Именно поэтому нападение подверглось критике. Поскольку ожидаемого рассеивания бомб, которые должны были поразить промышленные объекты на окраинах, не произошло, разрушения в первую очередь затронули исторический центр города.
Обстрел произошёл в две волны. В 14 часов 25 февраля 199 американских самолетов сбросили 370 тонн фугасных бомб и 134 тонны зажигательных материалов. В результате погибли 130 жителей Аугсбурга и 250 узников концлагеря. Атака была частью операции «Большая неделя», которая должна была нанести удар по оборонной промышленности Германии.
Во время так называемой «ночи бомбардировок» американские и британские нападавшие использовали 250 000 зажигательных ручных бомб, 45 000 канистр с фосфором, 12 000 жидких бомб и 240 фугасных бомб. Около 22:00 над Аугсбургом пролетели 248 «Ланкастеров», через три часа — 130 «Ланкастеров» и 115 «Галифаксов». Не все в Аугсбурге ожидали этой второй ночной волны.

## Прямые последствия
В результате этих взрывов 730 человек погибли и 1335 получили ранения. 85 тысяч жителей Аугсбурга остались без крова, почти четверть всех квартир была разрушена. Произошло 246 крупных и средних пожаров и 820 мелких пожаров. Тушение пожара осложнилось из-за замерзшей акватории и гидрантов, температура составила минус 18 градусов по Цельсию.

## Январь 1945 г
Еще один налет на Аугсбург произошёл 15 января 1945 года. Объектами налета были заводы и железнодорожные системы. 129 человек погибли.
Февраль 1945 г.
22 и 23 февраля 1945 года железнодорожный участок подвергся нападению и сильно пострадал. 27 февраля обстрелу подверглось железнодорожное депо.
Атаки 22 и 23 февраля были частью операции ВВС армии США «Кларион» . Целью было уничтожить все имеющиеся у немцев транспортные средства в ходе совместной операции всего за два дня. Всего несколько тысяч самолетов атаковали железнодорожные пути, мосты, порты и дороги.
27 февраля 1945 года последовал еще один воздушный налет на железнодорожные объекты и Хохфельд. Всего погибло 172 человека.

## Март 1945 г
Март начинается с очередного воздушного налета. 1 марта 1945 года бомбы упали, в частности, на Хохфельд. Умирают 28 человек.

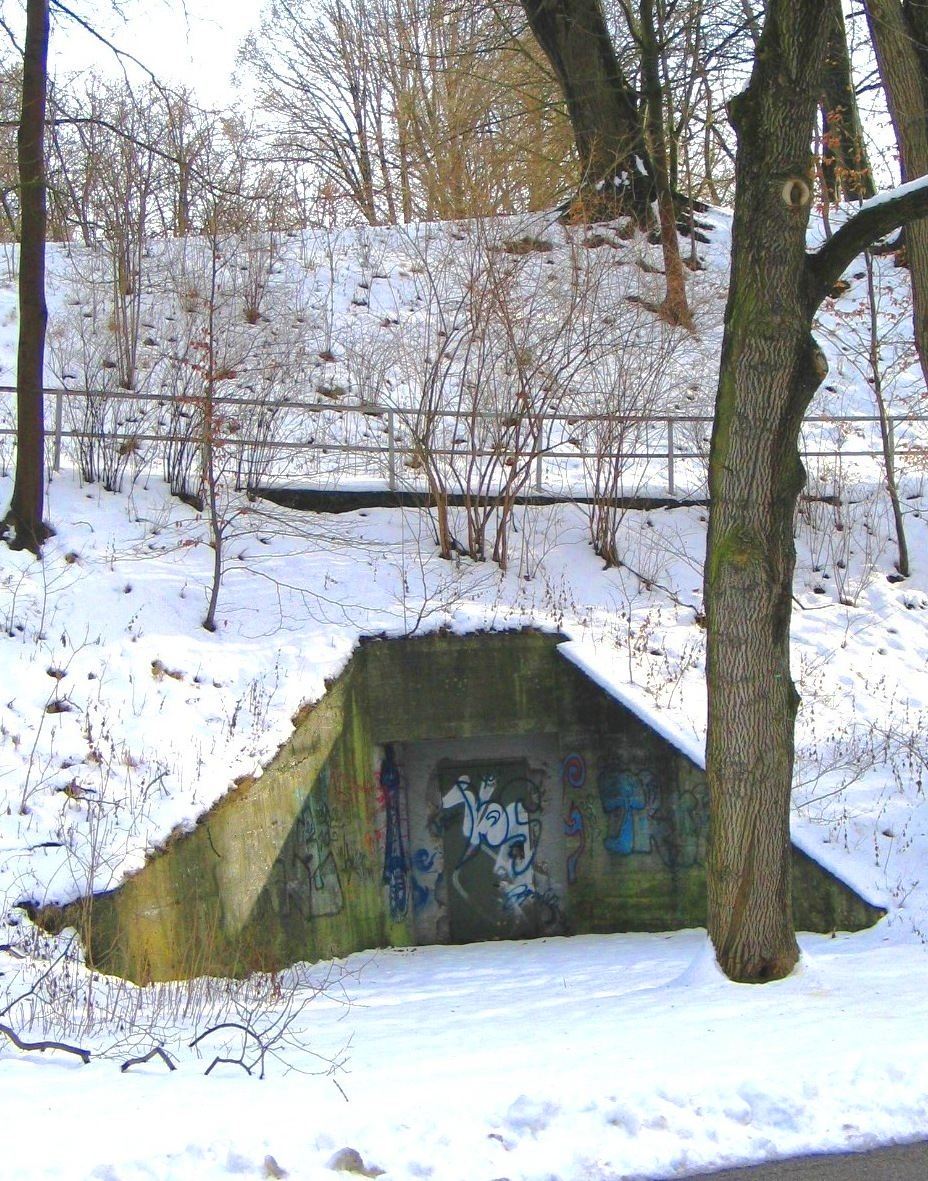
Вход в бункер сегодня

## Апрель 1945 г
За две недели до вторжения американцев 13 апреля 1945 года бомбы снова упали на Аугсбург. В основном они пали в Хаунштеттене и разрушили, среди прочего, гимназию TSV Haunstetten. 22 апреля 1945 года цеха MAN подверглись обстрелу. Авиаудар не унес жизней, но нанес ущерб зданиям.

## Последствия взрывов
После нападения 1944 года почти половина населения покинула город. Только после нападения под парком Виттельсбахера было построено бомбоубежище на 1200 человек .
Депортация детей началась в Аугсбурге, особенно после разрушительных нападений 25-26 февраля 1944 года . Студентов Аугсбурга отвезли в Нойбург-на-Донау, Донаувёрт и Альгой. Лишь в мае 1945 года студенты вернулись в Аугсбург.
К концу войны большая часть исторического центра Аугсбурга была разрушена. Жертвой атак стало и бывшее здание Аугсбургской фондовой биржи . Пространство, которое занимало здание, сейчас формирует облик города как Ратушной площади.
Даже после окончания войны все ещё находили неразорвавшиеся бомбы. Обнаружение 1,8-тонной воздушной мины привело к эвакуации в Аугсбурге 25 декабря 2016 года.

## Местонахождение жертв

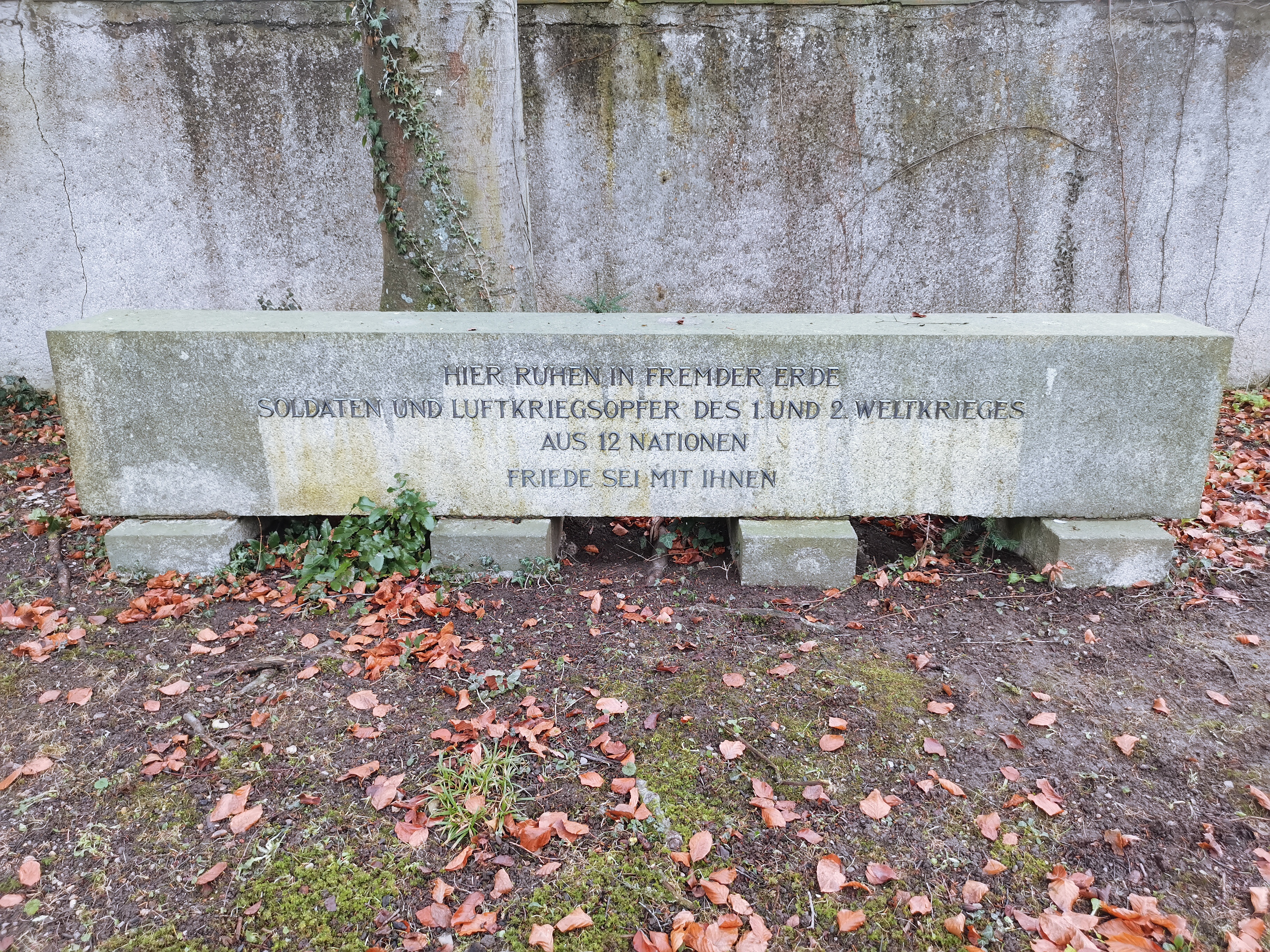
Мемориальный камень жертвам воздушной войны из двенадцати стран

Многочисленные жертвы воздушных налетов были похоронены в Вестфридхофе в Аугсбурге. Сегодня на кладбище пять могильных полей жертв мировых войн и узников концлагерей. На могильнике времен Второй мировой войны в северной части кладбища зарегистрировано 362 жертвы бомбардировок из Германии.
К востоку от крематория находится могильное поле с памятником жертвам 12 народов. Зачастую это подневольные работники на заводах по производству вооружений, которым во время воздушных налетов было отказано в доступе к убежищам.
Третий могильник с памятником содержит, среди прочего: Заключенные концлагеря Аугсбург-Пферзее, погибшие в качестве подневольных рабочих при нападении на завод Мессершмитта в Хаунштеттене.